# Thamnophilus tenuepunctatus
A Thamnophilus tenuepunctatus a madarak osztályának verébalakúak (Passeriformes) rendjébe és a hangyászmadárfélék (Thamnophilidae) családjába tartozó faj.

## Rendszerezése
A fajt Frédéric de Lafresnaye francia ornitológus írta le 1853-ban.

## Alfajai
- Thamnophilus tenuepunctatus berlepschi Taczanowski, 1884
- Thamnophilus tenuepunctatus tenuepunctatus Lafresnaye, 1853
- Thamnophilus tenuepunctatus tenuifasciatus Lawrence, 1867[2]

## Előfordulása
Dél-Amerika északnyugati részén az Andok hegységben, Ecuador, Kolumbia és Peru területén honos. Természetes élőhelyei a szubtrópusi vagy trópusi síkvidéki és hegyi esőerdők, valamint ültetvények, vidéki kertek és városi környezet. Állandó, nem vonuló faj.

## Megjelenése
Testhossza 16 centiméter, testtömege 22–23 gramm.
|  |

## Életmódja
Rovarokkal és más ízeltlábúakkal táplálkozik.

## Természetvédelmi helyzete
Az elterjedési területe nem nagy és az erdőirtások miatt csökken, egyedszáma is csökken. A Természetvédelmi Világszövetség Vörös listáján sebezhető fajként szerepel.